# Neubrunn (Thuringe)
Pour les articles homonymes, voir Neubrunn.
Neubrunn est une municipalité allemande du land de Thuringe, dans l’arrondissement de Schmalkalden-Meiningen, au centre de l’Allemagne. En 2015, sa population est de 536 habitants.

## Source de la traduction
- (de) Cet article est partiellement ou en totalité issu de l’article de Wikipédia en allemand intitulé « Neubrunn (Thüringen) » (voir la liste des auteurs).